# مايكل ويليامسون
مايكل ويليامسون (بالإنجليزية: Michael Williamson)‏ (مواليد 5 فبراير 1981) هو سبّاح من المملكة المتحدة، مثّل بلاده في الألعاب الأولمبية الصيفية 2004.

## روابط خارجية
مايكل ويليامسون على موقع الاتحاد الدولي للسباحة (الإنجليزية)
- مايكل ويليامسون على موقع أوليمبيديا (الإنجليزية)